# ماریان (فیلم ۲۰۱۳)
ماریان (به انگلیسی: Maryan) یا جاویدان (به انگلیسی: Immortal) فیلمی هندی محصول سال ۲۰۱۳ و به کارگردانی بهارات بالا است. در این فیلم بازیگرانی همچون دنوش، پارواتی، آپوکوتی و سلیم کومار ایفای نقش کرده‌اند.